# 푸엔테 데 라 모라역
푸엔테 데 라 모라 역(스페인어: Fuente de la Mora)은 마드리드 경전철 1호선과 세르카니아스 마드리드의 C1호선, C7호선, C10호선이 만나는 환승역이다. C7호선의 시종착역이기도 하다. 마드리드 오르탈레사 구 발데푸엔테스 지역의 푸엔테 데 라 모라 거리와 둘체 차콘 거리 부근에 위치해 있다. 요금구역상으로는 A구역에 속한다.

## 역사
2007년 5월 24일 마드리드 경전철 1호선의 개통과 함께 문을 열었다. 2011년 3월 24일에는 세르카니아스 역이 문을 열었다.

## 환승 정보
역 주변에 시내버스 정류장이 한 곳 있다.
버스
- 시내버스
  - 150번 노선 (주간)

지하철과 세르카니아스
| 마드리드 경전철              | 마드리드 경전철       | 마드리드 경전철                  |
| ---------------------------- | --------------------- | -------------------------------- |
| 피나르 데 차마르틴           | 마드리드 경전철 1호선 | 비르헨 델 코르티호 라스 타블라스 |
| 세르카니아스 마드리드        |                       |                                  |
| 발데베바스 아에로푸에르토 T4 | C1호선                | 차마르틴 프린시페 피오           |
| 시·종착역                    | C7호선                | 차마르틴 알칼라 데 에나레스      |
| 발데베바스 아에로푸에르토 T4 | C10호선               | 차마르틴 비얄바                  |